# Средняя Шабелле
Средняя Шабелле (сомал. Shabeellaha Dhexe, араб. شبيلي الوسطى‎) — провинция в южной части Сомали. Административный центр — город Джоухар.

## Расположение
Провинция граничит с сомалийскими провинциями Бенадир, Нижняя Шабелле, Хиран, Галгудуд, и имеет выход к Индийскому океану. Через провинцию протекает река Уэби-Шабелле.
До 1984 года провинция была частью большой провинции Бенадир со столицей в Могадишу.
В провинции Средняя Шабелле преобладают различные племена клана Мудулод, среди которых выделяется племя Абгал. Имеется также несомалийское племя Каболе группы банту.
В провинции преобладает естественное и поливное земледелие и рыболовство, в год выпадает от 150 до 500 мм осадков на площадь 60 000 кв. км. Вдоль океана имеется 400 км береговой линии.

## Политическая ситуация
Во время гражданской войны в Сомали провинция Средняя Шабелле, находящаяся в непосредственной близости от Могадишо и расположенная вдоль Индийского Океана, постоянно представляет собой арену боевых действий и многократно переходит из рук в руки. Значительная часть провинции находилась в руках радикальной исламской группировки Харакат аш-Шабаб, против которой борются правительственные войска и союзные с ними формирования.
В августе 2014 началась Операция «Индийский Океан», организованная проправительственными силами Сомали. 31 августа началось массированное наступление в провинции Средняя Шабелле. Объединённые войска направились на Махадай, расчищая коридор к провинции Хиран. Был занят город Фидов на расстоянии 60 км от столицы провинции Джоухара.
1 сентября американский дрон выпустил снаряд, который убил лидера аш-Шабаба Годане. Это событие было воспринято как большая победа, и в ожидании рассеивания основных сил и раскола группировок, сомалийское правительство объявило 45-дневную амнистию умеренным боевикам аш-Шабаба. После этого события началось массированное наступление на аш-Шабаб с постепенным освобождением провинции Средняя Шабелле.
30 сентября правительственные войска заняли ключевые пункты на расстоянии 100 км от Могадишу, включая город Варшейх, а 1 октября город Адале. В целом к середине октября вся провинция была практически освобождена, но до конца декабря появляются сообщения о дальнейших столкновениях и о продвижении правительственных войск.

## Районы
Средняя Шабелле состоит из четырёх районов:
- Адан-Ябаль[англ.]
- Балъад[англ.]
- Адале[англ.]
- Джоухар[англ.]

## Крупные города
- Адале
- Балъад[англ.]
- Джоухар
- Махадай[англ.]
- Варшейх[англ.]